# City Bowl

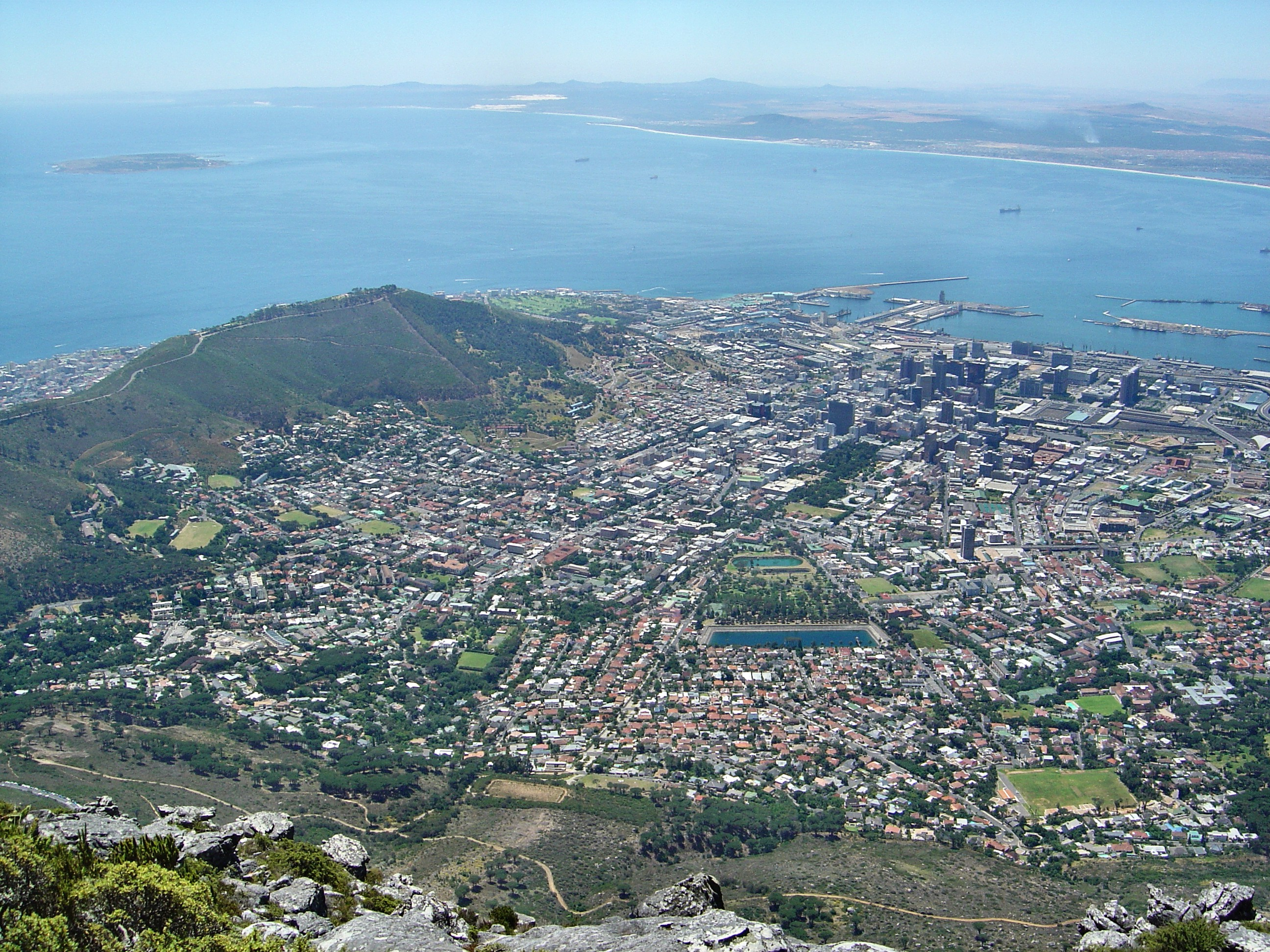
Il City Bowl di Città del Capo visto dalla montagna della Tavola.

Il City Bowl è un'area di Città del Capo in Sudafrica. È un anfiteatro naturale bagnato dalla Baia della Tavola e racchiuso dalla Signal Hill e dalla Testa di Leone, dalla montagna della Tavola e dal Picco del Diavolo e delimitato a est dal fiume Liesbeek. Di qui il suo nome, letteralmente, "conca cittadina". Il termine indica allo stesso tempo il centro storico a partire dal quale si è sviluppata Città del Capo. 
L'area ospita il centro direzionale e finanziario di Città del Capo, nonché il lungomare Victoria & Alfred ed il porto della città. Sono inoltre inclusi nel City Bowl i quartieri residenziali di:
- De Waterkant
- Bo-Kaap
- Schotsche Kloof
- Tamboerskloof
- Higgovale
- Gardens
- Oranjezicht
- Vredehoek
- Devil's Peak Estate
- Zonnebloem (l'ex District Six)
- Walmer Estate
- University Estate
- Woodstock